# Вуменс Челлендж

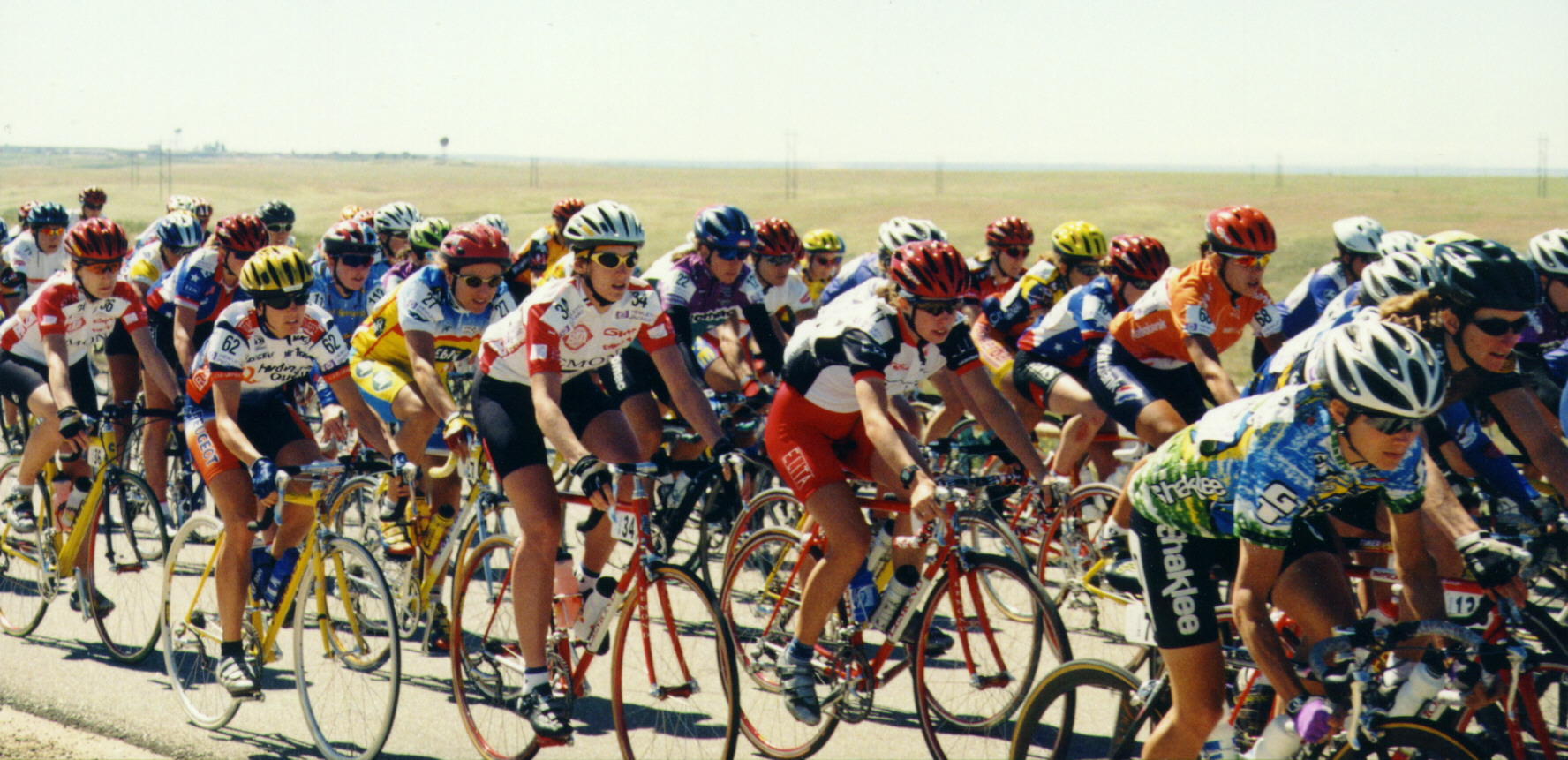
Пелотон гонки в 1998 году, на старте этапа Бойсе — Айдахо-Сити

Женская велогонка Вуменс Челлендж (англ. Women’s Challenge) проводилась ежегодно на западе США в южном Айдахо с 1984 по 2002 годы. Первоначально гонка называлась Ore-Ida Women’s Challenge, поскольку ведущим спонсором соревнования была компания Ore-Ida, занимающаяся замороженными картофельными продуктами. Позже основными спонсорами стали компании PowerBar и Hewlett-Packard.
На протяжении большей части своей 19-летней истории гонка была одной из самых престижная женских велогонок в Северной Америке. С 1995 года, когда она впервые получила санкцию Международного союза велосипедистов (UCI), международного руководящего органа по велоспорту, она превратилась в одну из сильнейших гонок в мире, привлекая многочисленных чемпионов мира и Олимпийских игр. До этого, в 1990 году, UCI отказался санкционировать соревнования, сославшись на «чрезмерное количество подъёмов, протяжённость и количество этапов, и продолжительность соревнований». В том году, в день столетия Айдахо, гонка началась на севере Айдахо в Сандпойнте, состояла из 17 этапов протяжённостью 1067 км. Выиграла её Инга Томпсон. Пятый этап через Льюистон закончился подъёмом на Спиральное шоссе, извилистый подъём на 610м по вертикали.
Следующий год (1991) ознаменовался дебютом на международной арене команды, представлявшей Литву, которая только недавно провозгласила свою независимость. Профессионалы были допущены к соревнованиям с 1993 года.
Гонка, которая почти полностью проводилась волонтерами, установила очень высокие стандарты в плане технического администрирования и проведения самой гонки. Джим Рабдау, основатель гонки, был главным организатором гонки на протяжении всей её истории.
К концу 1990-х годов гонка смогла привлечь достаточное количество спонсорских денег, чтобы предложить самый богатый призовой фонд за всю историю женского велоспорта, и некоторое время была гонкой с самым большим призовым фондом в Северной Америке, как среди мужчин, так и среди женщин. На пике своего развития призовой фонд составлял 125 000 долларов.
Сокращение спонсорской поддержки привело к уменьшению призового фонда до 75 000 долларов в последний год проведения (2002), а на следующий год не удалось найти титульного спонсора взамен ушедшего, что привело к отмене гонки. Организаторы гонки назвали причиной спад в экономике.
Один из этапов проходил через вершину Галена-Саммит на высоте 2652 м над уровнем моря на шоссе 75, самом высоком перевале на Северо-Западе.

## Призёры
| Год  | Победитель        | Второй              | Третий            |
| ---- | ----------------- | ------------------- | ----------------- |
| 1984 | Ребекка Твигг     | Синтия Олаварри     | Инга Томпсон      |
| 1985 | Ребекка Твигг     | Инга Томпсон        | Келли Киттредж    |
| 1986 | Ребекка Твигг     | Мадонна Харрис      | Сьюзан Элерс      |
| 1987 | Инга Томпсон      | Катрин Тобин        | Сьюзан Элерс      |
| 1988 | Катрин Тобин      | Джейн Маршалл       | Сара Нил          |
| 1989 | Лиза Брамбани     | Рути Маттес         | Джейн Маршалл     |
| 1990 | Инга Томпсон      | Рути Маттес         | Лиза Брамбани     |
| 1991 | Жанни Лонго       | Деде Барри          | Дайва Чепелене    |
| 1992 | Ив Стивенсон      | Инга Томпсон        | Жанна Голай       |
| 1993 | Жанна Голай       | Ив Стивенсон        | Карен Куррек      |
| 1994 | Клара Хьюз        | Энн Самплониус      | Карен Куррек      |
| 1995 | Деде Барри        | Жанна Голай         | Мари Холден       |
| 1996 | Анна Уилсон       | Клара Хьюз          | Деде Барри        |
| 1997 | Раса Поликевичюте | Линда Джексон       | Зульфия Забирова  |
| 1998 | Линда Джексон     | Валентина Полханова | Диана Жилюте      |
| 1999 | Жанни Лонго       | Мари Холден         | Зульфия Забирова  |
| 2000 | Анна Уилсон       | Диана Жилюте        | Сара Ульмер       |
| 2001 | Лин Бессетт       | Юдит Арндт          | Раса Поликевичюте |
| 2002 | Юдит Арндт        | Женевьева Жансон    | Кимберли Брикнер  |